# Promislennajai járás
A Promislennajai járás (oroszul Промы́шленновский райо́н) Oroszország egyik járása a Kemerovói területen. Székhelye Promislennaja.

## Népesség
- 1989-ben 47 150 lakosa volt.
- 2002-ben 50 125 lakosa volt.
- 2010-ben 50 106 lakosa volt, melynek 93,8%-a orosz, 1,7%-a német, 1,1%-a csuvas, 1%-a örmény, 0,6%-a ukrán, 0,5%-a tatár stb.